# 阿根廷海盆
阿根廷海盆位于阿根廷以东的大西洋洋底，其西部和西南部边缘最深处的地区也被称为阿根廷深海平原，最深处达6212米。北部为里奥格兰德海隆，东为中大西洋海岭，南为福克兰海隆，西靠南美洲大陆架。